# Pentanoato de etila
Pentanoato de etila, também comumente conhecido como valerato de etila, é um composto orgânico usado em flavorizantes. É um éster com a fórmula molecular C7H14O2. Apresenta-se como um líquido incolor pouco solúvel em água mas miscível com solventes orgânicos.
Como é o caso com a maioria dos ésteres voláteis, tem um aroma e sabor agradável. É usado como um aditivo alimentar para conferir um sabor frutado, particularmente de maçã.